# Idaea banghaasi
Idaea banghaasi là một loài bướm đêm trong họ Geometridae.